# Station Sentolo
Sentolo is een spoorwegstation in Sentolo in de speciale stadregio Yogyakarta.

## Bestemmingen
- Progo naar Station Lempuyangan en Station Pasar Senen
- Sekar Arum naar Station Cirebon Prujakan en Station Madiun